# Literaire pries
De Literaire pries (Gronings voor "literaire prijs") wordt driejaarlijks toegekend door de Stichting 't Grunneger Bouk. In 1981 werd de prijs ingesteld voor de beste literaire productie van het afgelopen jaar in deze Noord-Nederlandse streektaal. In 1997 werd de periode verlengd tot drie jaar omdat er niet voldoende kwaliteit werd uitgegeven om de prijs jaarlijks te blijven toekennen. 
Vanaf 2021 heet de prijs Grunneger Schrieverspries. 

## Laureaten
- 1981: Simon van Wattum
- 1982: Kemizzie Vertoalen Kerklaiden
- 1983: Derk Sibolt Hovinga
- 1984: Saul van Messel (ps. van Jaap Meijer)
- 1985: Sien Jensema
- 1986: Kees Visscher
- 1987: Redactie van het literaire tijdschrift Krödde
- 1988: Gré van der Veen
- 1989: Peter Visser
- 1990: niet toegekend
- 1991: Jan Siebo Uffen
- 1992: Sape Zwama
- 1993: niet toegekend
- 1994: niet toegekend
- 1995: Jurrie Bosker (ps. van R.P. Doff)
- 1996: niet toegekend
- 1997-1999: Reinder Willem Hiemstra
- 2000-2002: Gerrit Wassink
- 2003-2005: Jan Glas
- 2006-2008: Aly Freije
- 2009-2011: Nina Werkman[1][2]